# Ioannis Plakiotakis

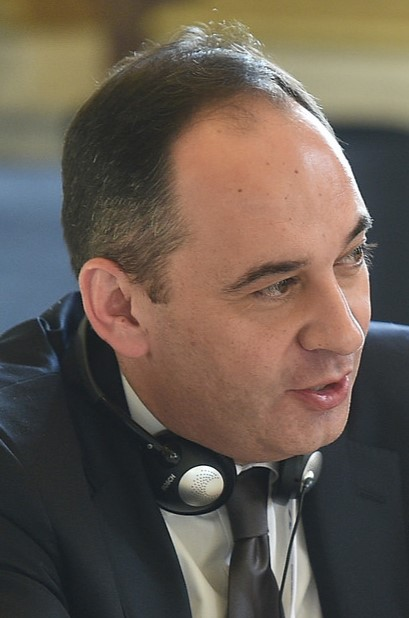
Ioannis Plakiotakis, 2015

Ioannis Plakiotakis (griechisch Ιωάννης Πλακιωτάκης, * 10. Juli 1968 in Athen) ist ein griechischer Politiker und seit 2004 Parlamentsabgeordneter der Nea Dimokratia (ND).

## Früheres Leben und Ausbildung
Plakiotakis studierte Biochemisches Ingenieurwesen an der Universität Wales und schloss im selben Fachgebiet einen Masterstudiengang an der Universität London sowie einen weiteren Master in Business Administration an der City University London an.

## Politischer Werdegang
Bei den griechischen Parlamentswahlen 2004, 2007, 2009 2012 und 2015 wurde er als Abgeordneter für die Partei Nea Dimokratia im Wahlkreis Lasithi gewählt. Zwischen 2007 und 2009 war er stellv. Verteidigungsminister im Kabinett Karamanlis II und 2014 bis 2015 war er stellv. Arbeitsminister im Kabinett Samaras. Im Februar 2015 wurde er Generalsekretär der Fraktion. Von 23. November 2015 bis zum 11. Januar 2016 übernahm er den Interimsvorsitz der Nea Dimokratia.